# I Touch Myself
«I Touch Myself» ("Me toco a mí misma") es un sencillo de la banda australiana de rock Divinyls. Fue lanzado en noviembre de 1990, y es ampliamente considerado como un himno a la masturbación. La canción fue escrita por los miembros de la banda Christina Amphlett y Mark McEntee, en conjunto con los escritores profesionales Tom Kelly y Billy Steinberg, para el álbum homónimo de la banda, y fue lanzado como primer sencillo promocional del mismo. Desde su lanzamiento, la canción ha sido versionada por numerosos artistas y ha figurado en las bandas sonoras de algunas películas.

## Composición y grabación
Divinyls grabó «I Touch Myself» para el primer sencillo de su quinto álbum, Divinyls. Christina Amphlett y Mark McEntee escribieron la canción junto a los escritores Tom Kelly y Billy Steinberg (escritores de canciones como «I'll Stand by You», «Like a Virgin», «Eternal Flame», «True Colors» y «So Emotional»). Billy Steinberg tenía a «I Touch Myself» en su cuaderno; había escrito el primer verso y el estribillo. A Amphlett le gustó de inmediato. Al día siguiente, McEntee, Steinberg, Kelly y Amphlett se reunieron y escribieron el resto de la canción; una acción insólita, puesto que Steinberg y Kelly raramente colaboraban con otros. La canción aparece en las películas Prelude to a Kiss y Austin Powers: International Man of Mystery.
El armar la canción requirió mucho de prueba y error. Fue grabada en cinta de dos pulgadas, dificultando su edición. Después de mucha experimentación, finalmente obtuvieron una estructura inusual, con el puente después del primer estribillo.

## Promoción y posicionamiento en listas
En Australia, «I Touch Myself» fue lanzada como un sencillo en CD en diciembre de 1990, y debutó en la posición 31 en ese mismo mes. Después de cinco semanas de estar en la lista, la canción saltó hasta la posición número uno, quitándole ese puesto al sencillo debut de Vanilla Ice, «Ice Ice Baby», y quedándose ahí por una semana. Debutó en el UK Singles Chart en el puesto 69 y en su octava semana llegó hasta el puesto número diez (su posición máxima en el Reino Unido) y duró doce semanas en la lista. Cuando la canción fue lanzada en Estados Unidos, no provocó polémicas considerables. Sin embargo, consiguió meterse entre los cinco primeros de la lista Billboard Hot 100, alcanzando el número cuatro, a su vez que llegó al número dos de la lista Modern Rock Tracks después de ser reproducida intensamente en la radio de rock moderno, que era más tolerante con el tópico de la canción.

## Lista de canciones
- Versión de Divinyls

1. «I Touch Myself»
2. «Follow Through»

- Versión de Tiffani Wood

1. «I Touch Myself» — 3:28
2. «I Touch Myself» (subsonic remix) — 5:55
3. «I Touch Myself» (instrumental) — 3:28

## Listas
| Lista (1991)                            | Mejor posición |
| --------------------------------------- | -------------- |
| Australia (ARIA)                        | 1              |
| Canadá (Canadian Singles Chart)         | 13             |
| Estados Unidos (Billboard Hot 100)      | 4              |
| Estados Unidos (Mainstream Rock Tracks) | 35             |
| Estados Unidos (Modern Rock Tracks)     | 2              |
| Nueva Zelanda (Recorded Music NZ)       | 17             |
| Reino Unido (UK Singles Chart)          | 10             |

| Lista de fin de año (1991)   | Mejor posición |
| ---------------------------- | -------------- |
| Australia ARIA Singles Chart | 15             |
| U.S. Billboard Hot 100       | 52             |